# Peter Heiberg (botaniker)
Peter Andreas Christian Heiberg, född den 29 augusti 1837 i Lunde vid Odense, död den 20 mars 1875 i Hellebæk, var en dansk botaniker. Han var farbror till Kristian Axel Heiberg.
Heiberg blev filosofie doktor 1863 och var senare docent i Köpenhamn samt 1866–1868 redaktör för Botanisk Tidsskrift. Han utgav en kritisk översikt över danska diatomeer (2 häften, 1863) samt morfologiska, historiskt botaniska och populärvetenskapliga arbeten.